# Bride of the Gorilla
Mireasa gorilei (titlu original: Bride of the Gorilla, titlul de lucru: The Face in the Water) este un film de groază american din 1951 regizat de Curt Siodmak. În rolurile principale joacă actorii Barbara Payton, Lon Chaney Jr. și Raymond Burr. Este un film de categoria B aflat în domeniul public.

## Prezentare
Adânc în junglele din America de Sud, șeful de plantație Barney Chavez (Burr) își ucide angajatorul mai în vârstă, cu scopul de a ajunge la frumoasa soție a acestuia, Dina Van Gelder (Payton). Cu toate acestea, un martor îl vede și, apelând la magie, pune un blestem asupra lui Barney, astfel încât la scurt timp după aceea se transformă în fiecare noapte într-o gorilă dezlănțuită. Atunci când Taro (Chaney), un comisar de poliție înțelept dar superstițios, este însărcinat cu investigarea morții proprietarului plantației și are loc o mulțime de crime ciudate, el începe să suspecteze că nimic nu este ceea ce pare. Dina, de asemenea, îl suspectează pe Barney, care pare a iubi mai mult jungla decât pe ea. Ea îl urmărește într-o noapte prin junglă, doar pentru a fi atacată de sălbaticul Barney transformat în gorilă. Șeful poliției o urmărește în junglă când aude țipetele ei și-l împușcă pe Barney.

## Distribuție
- Woody Strode ca Nedo, Policeman
- Raymond Burr ca Barney Chavez

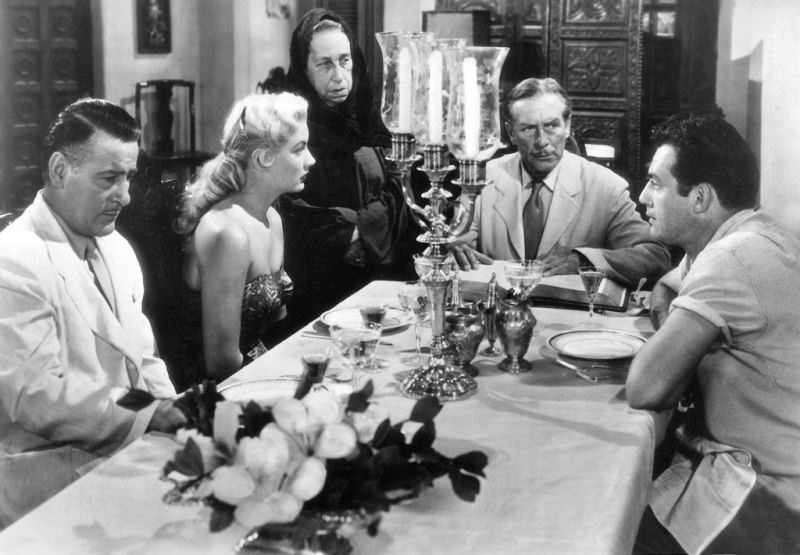
De la stânga la dreapta: Tom Conway, Barbara Payton, Gisela Werbisek, Paul Cavanagh și Raymond Burr în Bride of the Gorilla

- Lon Chaney Jr. ca Police Commissioner Taro
- Paul Cavanagh ca Klaas Van Gelder
- Felippa Rock ca Stella Van Heusen

## Producție
Filmul a fost realizat în zece zile, la Los Angeles.

## Moștenire
Raymond Burr va apărea într-un alt film cu gorile, în Gorilla at Large (1954).
Există o referință ironică la acest film în episodul din 1973 "Sticky Wicket" al serialului M*A*S*H.
Filmul este prezentat în primul episod al serialului This Movie Sucks! cu (păpușa) Ed; episod cu comentarii amuzante realizate de Ed, Liana Kerzner și Ron Sparks.